# Löbnitz-Bennewitz

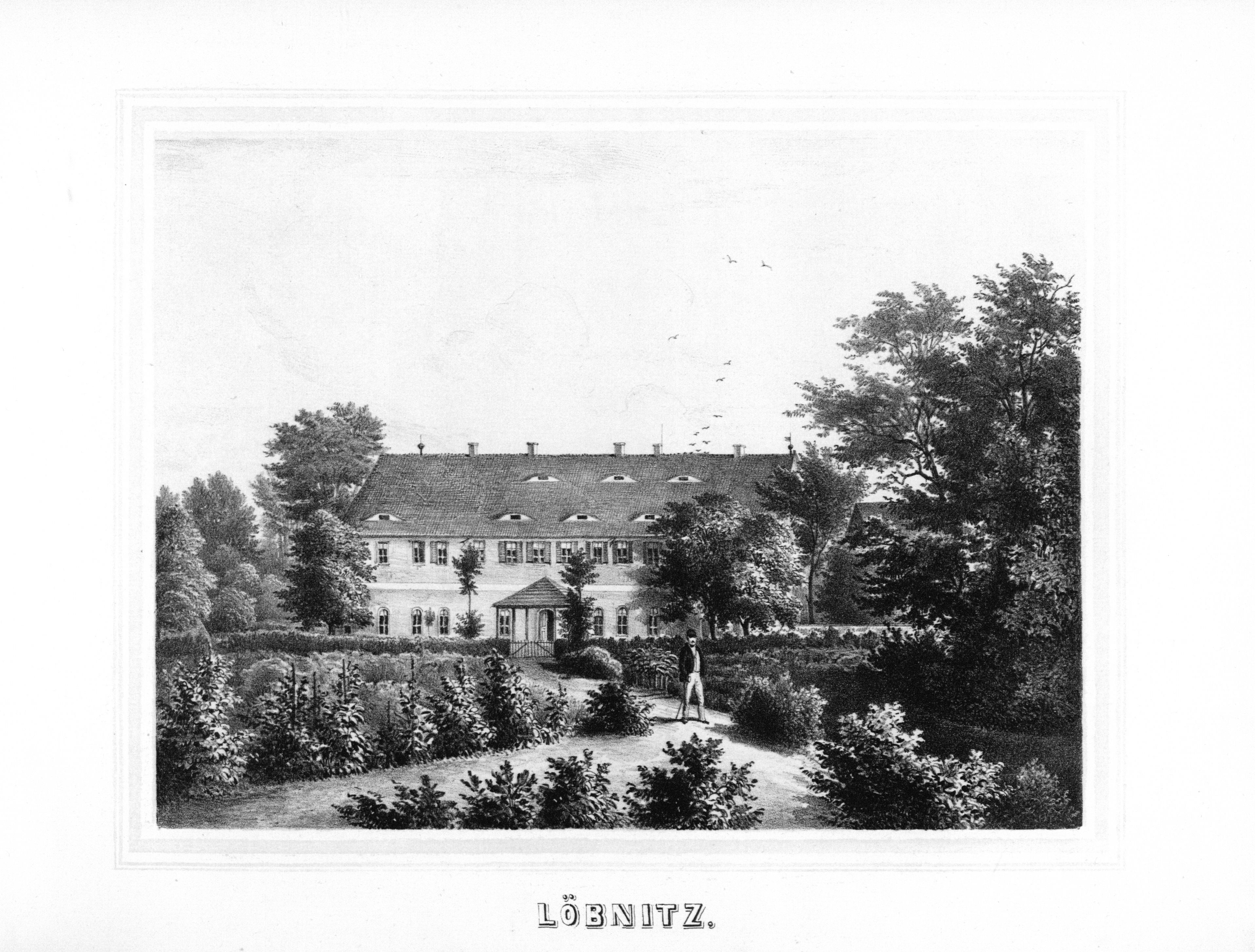
Rittergut Löbnitz

Löbnitz-Bennewitz ist ein Ortsteil der Stadt Groitzsch im Landkreis Leipzig (Freistaat Sachsen). Der Ort wurde 1895 aus Löbnitz und Bennewitz gebildet und 1948 nach Auligk eingemeindet. Mit diesem kam er im Jahr 1996 zur Stadt Groitzsch.

## Geografie
Löbnitz-Bennewitz liegt in der Leipziger Tieflandsbucht sechs Kilometer südwestlich von Groitzsch. Direkt westlich des Orts fließt die Schwennigke, etwas westlicher verläuft parallel zum Fluss die Weiße Elster und die Landesgrenze zu Sachsen-Anhalt. Nachbarorte sind die ebenfalls zu Groitzsch gehörigen Ortsteile Gatzen im Norden und Kleinprießligk im Süden.

## Geschichte

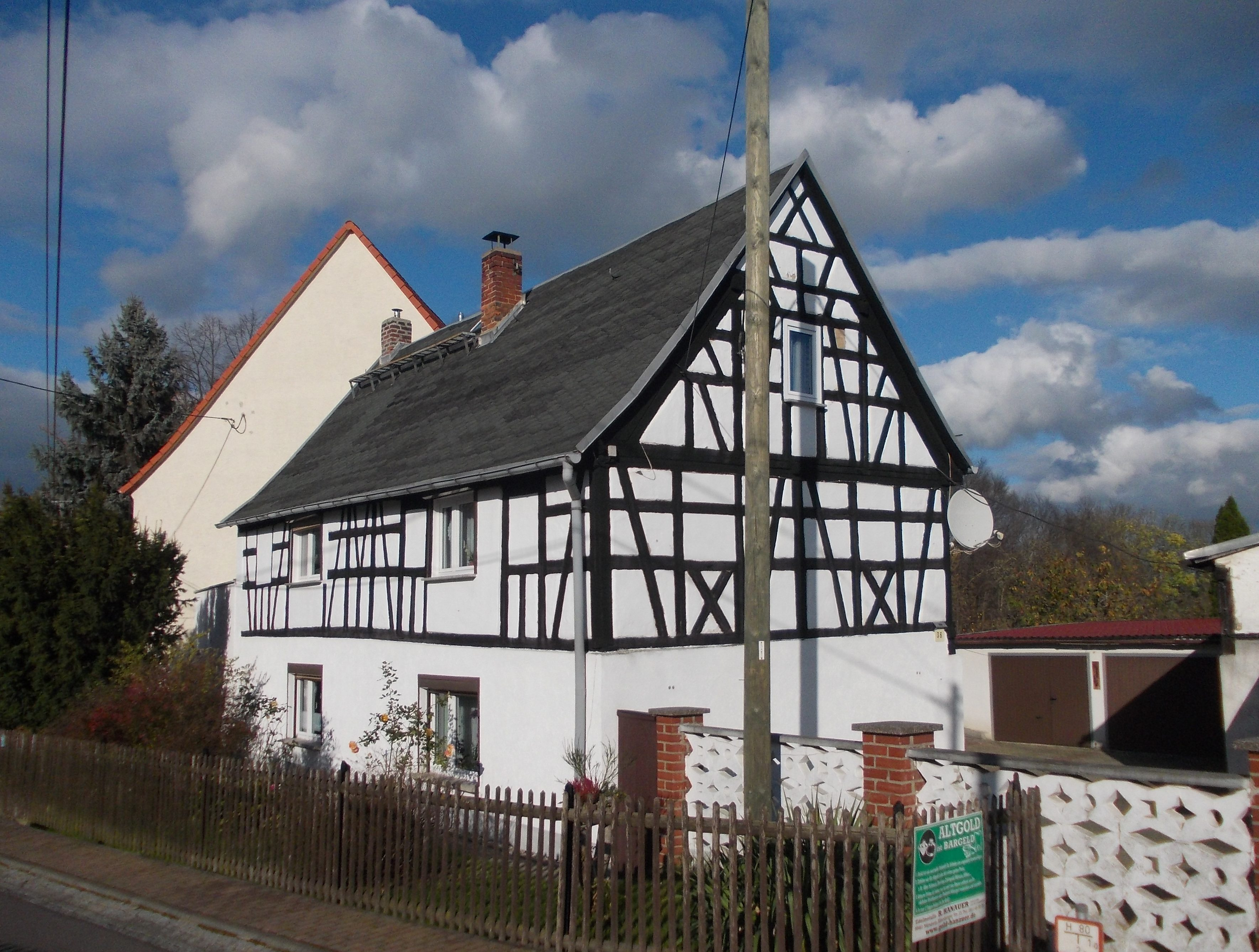
Fachwerk am Rittergut

Löbnitz wurde 1267 als „Lubaniz“, Bennewitz 1378 als „Penewicz“ erwähnt. Beide Orte lagen um 1378 im Gebiet der Grafschaft Groitzsch (castrum Groitzsch), die 1460 mit dem Geleitsamt Pegau zum Amt Pegau vereinigt wurde. Seitdem lagen Löbnitz und Bennewitz bis 1856 im kursächsischen bzw. königlich-sächsischen Amt Pegau.
In Löbnitz existiert ein Rittergut, das aus einer Wasserburg aus dem 12. Jahrhundert hervorgegangen ist. Dieses war ein Herrschaftssitz innerhalb der Grafschaft Groitzsch bzw. des Amts Pegau. Zu dieser als „Löbnitzer Pflege“ bezeichneten Grundherrschaft gehörten neben Löbnitz u. a. der Nachbarort Bennewitz (nur zwischen 1606 und 1696 zum Rittergut Mausitz gehörig), Gatzen, Saasdorf, Altengroitzsch, Methewitz, Michelwitz, Nöthnitz, Pautzsch, Obertitz (anteilig vor 1606), Cöllnitz (vor 1606), Tellschütz (anteilig vor 1606) und Großdalzig (anteilig vor 1606).
Besitzer der Löbnitzer Ritterguts waren im 17. Jahrhundert die Herzöge von Sachsen (albertinische Linie der Wettiner). Bei deren Erbteilung von 1656 kam das Rittergut Löbnitz an die Herzöge von Sachsen-Zeitz. 1693 geriet es durch Kauf an Adam Ernst Senfft von Pilsach, dessen Familie es Mitte des 18. Jahrhunderts an die Grafen von Werthern veräußerten. Die Familie Senfft von Pilsach hatte in der Kirche des Nachbarorts Gatzen ihre Erbbegräbnisstätte. 1796 kaufte Friedrich Johann Leberecht von Brösigke das Rittergut. Diesem kaufte es sein Schwiegersohn, Otto Ulrich von Levetzow ab. Dessen Tochter Ulrike von Levetzow war die letzte große Liebe Goethes. Aufgrund finanzieller Nöte musste von Levetzow das Gut 1819 an Graf Christian Gottlieb von Hohenthal verkaufen, dessen Linie der Grafen von Hohenthal-Püchau das Gut bis zur Enteignung 1945 besaßen.
Ab 1856 gehörten Löbnitz und Bennewitz zum Gerichtsamt Pegau und ab 1875 zur Amtshauptmannschaft Borna. Am 14. Juni 1895 vereinigten sich beide Orte zu Löbnitz-Bennewitz, welches am 1. September 1948 nach Auligk eingemeindet wurde. Als Ortsteil von Auligk kam Löbnitz-Bennewitz im Jahr 1952 zum Kreis Borna im Bezirk Leipzig, 1990 zum sächsischen Landkreis Borna und 1994 zum Landkreis Leipziger Land. Durch die am 1. Januar 1996 erfolgte Eingemeindung von Auligk nach Groitzsch wurde Löbnitz-Bennewitz ein Ortsteil der Stadt Groitzsch.

## Sehenswürdigkeiten
Rittergut Löbnitz
Das Löbnitzer Rittergut ist aus einer Wasserburg aus dem 12. Jahrhundert hervorgegangen. 1610 ließen die Herzöge von Sachsen ein Jagdschloss errichten. Mitte des 18. Jahrhunderts wurde ein französischer Garten angelegt. Der spätere Besitzer Friedrich Johann Leberecht von Brösigke ließ 1798 das heute noch erhaltene Herrenhaus im Stil des Klassizismus erbauen. Neben dem Herrenhaus, einem langgestreckten Bau mit Satteldach, sind auch Teile des mittelalterlichen Ringwalls und Wassergrabens, das Kutscherhaus aus dem 18. Jahrhundert und die Brennerei bis heute erhalten geblieben.
Fachwerkgebäude

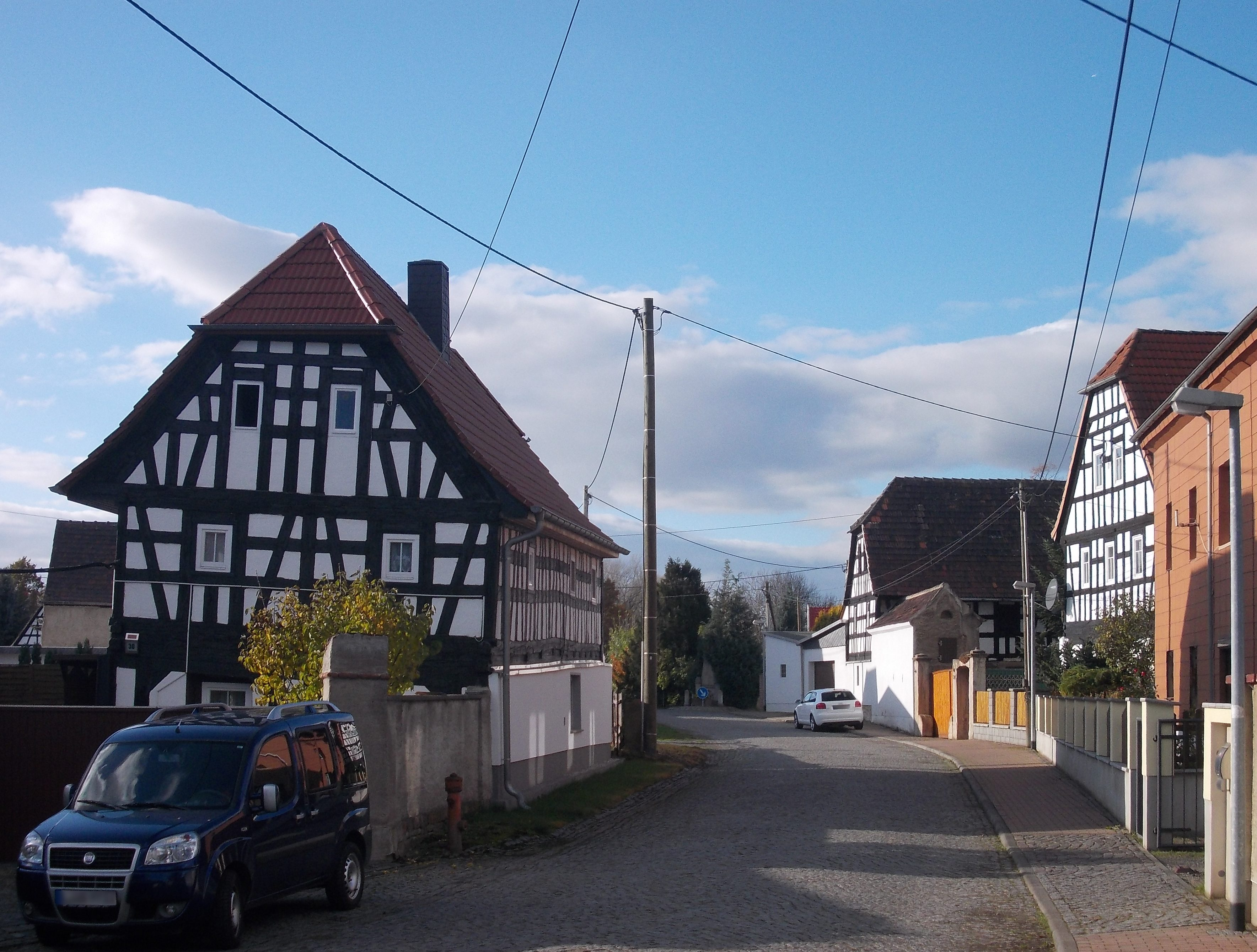
Fachwerkhäuser

In Löbnitz-Bennewitz existieren zahlreiche gut erhalten gebliebene Fachwerkgebäude, von denen einige noch die dazugehörigen Toranlagen aufweisen. 
Elster-Radweg
Zwischen der Weißen Elster im Westen und der Schwennigke im Osten führt der Elster-Radweg an Löbnitz-Bennewitz vorbei.

## Persönlichkeiten

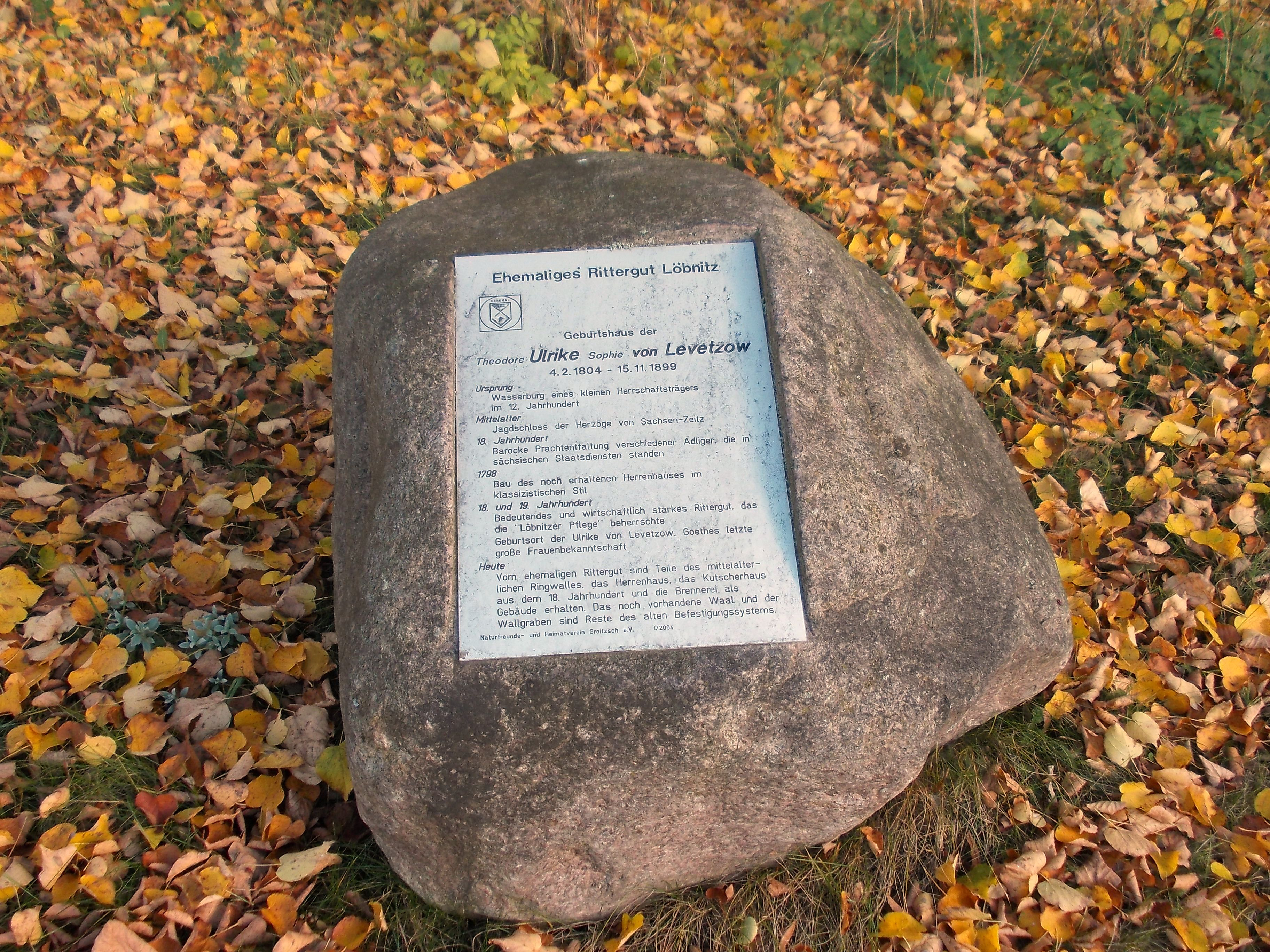
Gedenkstein am Geburtshaus von Ulrike von Levetzow

- Ulrike von Levetzow (1804–1899), die letzte Liebe Goethes, geboren in Löbnitz und in der Gatzener Kirche getauft. Sie hat das erste Lebensjahrzehnt auf Gut Löbnitz verbracht. Ein Gedenkstein befindet sich am Herrenhaus.